# Rhyssemus exaratus
Rhyssemus exaratus är en skalbaggsart som beskrevs av Sylvain Auguste de Marseul 1878. Rhyssemus exaratus ingår i släktet Rhyssemus och familjen Aphodiidae. Inga underarter finns listade i Catalogue of Life.